# Kaseda
Kaseda (加世田市 -shi) é uma cidade japonesa localizada na província de Kagoshima.
Em 2003, a cidade tinha uma população estimada em 23 740 habitantes e uma densidade populacional de 251,56 h/km². Tem uma área total de 94,37 km².
Recebeu o estatuto de cidade a 15 de Julho de 1954.